# 东阳关镇
东阳关镇，是中华人民共和国山西省长治市黎城县下辖的一个乡镇级行政单位。

## 地名来历
东阳关，即壶口故关，古称吾儿峪。《资治通鉴》：“五代晋天福元年（936),赵德均自吾儿峪趋潞州。”《元史·察罕特穆尔传》：“至元十八年（1281),分兵屯上党，塞吾儿峪”，均此。商时为黎国都邑。春秋属晋，称壶口。公元前491年，“齐国夏伐晋，取壶口”（《左传·哀公四年》）即此。战国属魏，后归赵，历代属晋。古地名东阳，宋以来称东阳关，以在县东、金牙山之阳，地势险要，自古倚为要塞故名。因镇政府驻地在东阳关村，故得名东阳关镇。

## 历史
明清两朝属黎城县平贤乡。民国时期，1935年属黎城县一区、二区。1940年，属黎城县长宁区。1953年属黎城县第三区（东阳关区）。1958年成立人民公社时，曾与岩井、停河铺、龙王庙三乡合称中苏人民公社。1961年停河铺公社、岩井公社成立，其所属村从东阳关公社分出。1962年12月，龙王庙公社又与东阳关公社分设。1984年，东阳关公社更名为东阳关镇。2001年1月撤乡并镇，龙王庙乡及下辖前贾岭、榔坡、高石河、上马家峪、下马家峪、秋树垣、龙王庙、苏家峧、东石铺9个村整体并入东阳关镇，东阳关镇共设30村。
2019年6月24日，东石铺村撤销，并入到龙王庙村；三街村撤销，并入到岭西村；上马家峪村撤销，并入到下马家峪村，合并后更名为马家峪村。
2019年12月18日，老金峧村撤销，并入到东阳关村；香炉峧村撤销，并入到上湾村；前峧村撤销，并入到后峧村，合并后更名为狄子峪村；前贾岭村、榔坡村撤销，并入到高石河村，合并后更名为聚龙村；西长垣村撤销，并入到东长垣村，合并后更名为长垣村。

## 行政区划
截至2021年，东阳关镇下辖21个行政村：
东阳关村、火巷道村、善业村、长宁村、辛村、上湾村、下湾村、小口村、枣镇村、枣畔村、东黄须村、岭西村、东庄村、西庄村、龙王庙村、苏家峧村、秋树垣村、马家峪村、狄子峪村、聚龙村和长垣村。

## 中国传统村落
- 第四批：枣镇村
- 第五批：长宁村

## 文物保护单位
| 名称                 | 编号                 | 分类                 | 时代                 | 所在县区             | 地址                 | 公布时间             | 图片                 |
| 全国重点文物保护单位 | 全国重点文物保护单位 | 全国重点文物保护单位 | 全国重点文物保护单位 | 全国重点文物保护单位 | 全国重点文物保护单位 | 全国重点文物保护单位 | 全国重点文物保护单位 |
| -------------------- | -------------------- | -------------------- | -------------------- | -------------------- | -------------------- | -------------------- | -------------------- |
| 长宁大庙             | 7-0811               | 古建筑               | 元至清               | 黎城县               | 东阳关镇长宁村       |                      |                      |
| 辛村天齐王庙         | 7-0830               | 古建筑               | 元、明至清           | 黎城县               | 东阳关镇辛村东部     |                      |                      |
| 山西省文物保护单位   |                      |                      |                      |                      |                      |                      |                      |
| 三官三教关帝庙       | 6-183                | 古建筑               | 清                   | 黎城县               | 东阳关镇枣镇村       | 2021年8月4日         |                      |